# Lucas Rossi
Lucas Rafael Rossi (Olivos, 1 de febrero de 1985) es un exjugador argentino de hockey sobre césped. Fue parte de la  Selección nacional. Se formó en el Club Banco Provincia de Buenos Aires.

## Carrera deportiva
Lucas Rossi se formó en las categorías inferiores del Club Banco Provincia de Buenos Aires. En 2004, comenzó a jugar en mayores en su club y en 2007, con 21 años, debutó en la Selección nacional.
- 2004: campeón del Torneo Metropolitano con el Club Banco Provincia.[1]
- 2005: integró la Selección juvenil argentina que fue campeona panamericana en Cuba y campeona mundial en Róterdam, primer título mundial de una Selección masculina de hockey.[2][3]
- 2007: campeón del Champions Challenge.
- 2011: medalla de oro en los Juegos Panamericanos de 2011. Campeón metropolitano con Banco Provincia.[4]
- 2014: medalla de bronce en el Campeonato Mundial.
- 2015: medalla de oro en los Juegos Panamericanos de 2015.
- 2016: medalla de oro en los Juegos Olímpicos de Río de Janeiro 2016.